# 成都地铁17号线
成都地铁17号线，位于四川省成都市，为隶属于成都地铁系统的一条地铁线路，线路代表色为浅绿色。17号线一期工程长约5公里，于2020年12月18日与19号线一期工程一同以17号线的名义开通，于2023年9月22日拆分为2条独立线路。17号线是成都地铁目前车站数量最少的重型铁路线。17号线二期工程长24.8公里，正在建设中，预计2025年开通。

## 线路概要
17号线（由17号线一期工程和19号线一期工程组成）起于温江区的金星站，串联万春镇国色天乡乐园、温江城区、温泉大道、双流区九江街道，止于武侯区的机投桥站，定位为成都地铁快线，工程线路长26.145km，其中高架段长约5.5km，过渡段长约0.5km，地下段长约20.1km，共设车站9座，其中高架站2座，地下站7座，设永义车辆段及五桐庙停车场。使用8A编组市域车。
2017年10月，成都地铁官方曾将在建中的成都地铁17号线一期工程更名为成都地铁19号线一期工程。2018年3月，成都地铁又将其改回成都地铁17号线一期工程。
2020年12月18日，由17号线一期工程和19号线一期工程组成的17号线开通运营。2023年9月22日，17号线一期工程和19号线一期工程拆分，使用各自编号独立运营。17号线一期因此缩短为3个车站（九江北、白佛桥、机投桥），长5.486公里，仍使用8A编组市域车。
17号线二期工程由机投桥站（不含）至高洪站（含），线路长24.8公里，全为地下线，共设置车站18座，其中12座换乘站，五桐庙停车场改造为五桐庙车辆段，新建主变电所2座。二期建成后，将让17号线成为贯穿中心城区，下穿锦江、府河、东风渠，连接西南－东北方向的快线。二期工程预计于2025年开通。

## 时间轴
- 2016年
  - 7月11日，17号线一期工程随《成都市城市轨道交通第三期建设规划（2016～2020年）》获中国国家发改委批复，内容为“17号线一期工程自机投镇至易园站，线路长25.7公里，设站9座，投资149.46亿元，规划建设期为2017～2020年。”
- 2017年
  - 2月23日，四川省发改委下达了《关于成都市轨道交通17号线一期工程可行性研究报告的批复》，正式批复同意建设成都地铁17号线一期工程[8]；
  - 2月27日，成都地铁17号线一期工程开工仪式在成都市温江区举行[9]；
  - 6月1日，成都市民政局公布17号线一期工程车站名称；[10]
  - 8月1日，成都轨道交通17号线二期工程可行性研究及勘察设计总承包招标公告发布，其中提到“17号线二期线由机投镇站（不含）至龙潭寺东站（含），线路长27.6km，全为地下线，共设置车站17座，其中11座换乘站；设石桅村车辆段。新建主变电所2座，采用市域快线技术标准，A型车8节编组，AC25kV供电，设计时速140m/h。17号线一二期工程共50.945km，远期将延长至81.48km，设车站29座，平均站间距2.91km。”[11]
  - 10月，“17号线一期工程”更名为“19号线一期工程”。[6]
  - 11月29日，成都地铁17号线一期工程首台盾构机在九江北站－白佛桥站盾构区间左线顺利始发，正式进入正线区间施工阶段[12]；
- 2018年
  - 3月，“19号线一期工程”恢复“17号线一期工程”名称。[7]
- 2019年
  - 3月24日，17号线一期工程高架段全线“桥通”。
  - 4月9日，17号线一期工程地下段黄石－市五医院区段右线隧道、明光－#1风井区间右线隧道贯通，成为17号线首先贯通的地下区间。
  - 6月17日，17号线二期工程随《成都市城市轨道交通第四期建设规划（2019—2024年）》获中国国家发改委批复，内容为“17号线二期工程自机投桥站至龙潭寺东站，线路长27.60公里，设车站17座，项目投资200.14亿元，建设工期为5年。”
  - 8月5日，17号线一期工程全线站点封顶[13]。
- 2020年
  - 1月7日，17号线二期工程北门大桥站首根桩基开钻，也是全线首个开始施工的桩基。
  - 3月25日，17号线一期工程全线长轨通[14]。
  - 6月19日，成都地铁9号线、17号线空载试运行[15]。
  - 6月24日，五桐庙停车场主体工程完工[16]。
  - 9月16日，成都市民政局公示17号线二期工程车站命名，征求意见。[17]
  - 11月30日，成都市民政局公布17号线二期工程车站标准名称。[18]
  - 12月18日上午10:00，成都地铁17号线一期工程（含19号线一期）正式开通运营。
- 2021年
  - 9月10日，17号线二期工程建设北路站建设工地发生地面棚网架垮塌事故，现场有4人死亡[19][20]。
- 2023年
  - 8月17日，《成都轨道交通17号线一期工程拆分暨19号线一期工程改造方案》顺利通过专家评审。[21]
  - 9月19日至9月21日，为配合19号线二期开通调试，17、18号线提前至22：00结束运营。[22]
  - 9月22日运营时起，既有运营的17号线将拆分为19号线一期（金星站－九江北站）和新17号线一期（九江北站－机投桥站），19号线一期与新17号线一期将在九江北站进行换乘。[23]
  - 2022年10月20日16时40分，随着“卓越3号”盾构机刀盘破洞而出，成都地铁17号线二期工程龙爪堰站～清水河大桥站区间双线顺利贯通，龙爪堰站～清水河大桥站盾构区间左线全长369.602m。[24]
  - 2023年9月30日，17号线二期人民公园站主体结构封顶[25]
  - 2023年10月3日，17号线二期清水河大桥站～浣花里站区间左线贯通，标志着区间完成双线贯通[26]。

## 车站
成都地铁17号线一期工程有3座车站，列车停靠所有车站；二期工程有18座车站：
| 成都地铁17号线车站列表 |          |            |                                  |                |              |              |          |            |                         |        |
| 工程                   | 车站编号 | 车站名称   | 英文名称                         | 开通日期       | 里程（公里） | 里程（公里） | 车站类型 | 车站类型   | 换乘线路                | 所在地 |
| 工程                   | 车站编号 | 车站名称   | 英文名称                         | 开通日期       | 站间         | 累计         | 位置     | 站台       | 换乘线路                | 所在地 |
| 二期                   | 1701     | 高洪       | Gaohong                          | 预计2025年     |              |              | 地下     | 岛式站台   |                         | 成华区 |
| 二期                   | 1702     | 威灵       | Weiling                          | 预计2025年     |              |              | 地下     | 岛式站台   |                         | 成华区 |
| 二期                   | 1703     | 航天路     | Hangtian Road                    | 预计2025年     |              |              | 地下     | 岛式站台   |                         | 成华区 |
| 二期                   | 1704     | 人民塘     | Renmintang                       | 预计2025年     |              |              | 地下     | 岛式站台   | 8号线 0806 （站外换乘） | 成华区 |
| 二期                   | 1705     | 机车厂     | Jichechang                       | 预计2025年     |              |              | 地下     | 岛式站台   |                         | 成华区 |
| 二期                   | 1706     | 二仙桥     | Erxianqiao                       | 预计2025年     |              |              | 地下     | 岛式站台   | 7号线 0728              | 成华区 |
| 二期                   | 1707     | 踏水桥     | Tashui Bridge                    | 预计2025年     |              |              | 地下     | 岛式站台   |                         | 成华区 |
| 二期                   | 1708     | 建设北路   | Jianshe North Road               | 预计2025年     |              |              | 地下     | 岛式站台   | 6号线 0624              | 成华区 |
| 二期                   | 1709     | 红星桥     | Hongxing Bridge                  | 预计2025年     |              |              | 地下     | 岛式站台   | 3号线 0317              | 金牛区 |
| 二期                   | 1710     | 城隍庙     | Chenghuangmiao                   | 预计2025年     |              |              | 地下     | 岛式站台   |                         | 金牛区 |
| 二期                   | 1711     | 西大街     | Xidajie Street                   | 预计2025年     |              |              | 地下     | 岛式站台   |                         | 青羊区 |
| 二期                   | 1712     | 人民公园   | People's Park                    | 预计2025年     |              |              | 地下     | 岛式站台   | 2号线 0219 10号线 1002  | 青羊区 |
| 二期                   | 1713     | 小南街     | Xiaonan Street                   | 预计2025年     |              |              | 地下     | 岛式站台   | 13号线 13               | 青羊区 |
| 二期                   | 1714     | 省骨科医院 | Provincial Orthopaedics Hospital | 预计2025年     |              |              | 地下     | 岛式站台   | 5号线 0523              | 青羊区 |
| 二期                   | 1715     | 浣花里     | Huanhua Lane                     | 预计2025年     |              |              | 地下     | 岛式站台   |                         | 武侯区 |
| 二期                   | 1716     | 清水河大桥 | Qingshuihe Bridge                | 预计2025年     |              |              | 地下     | 岛式站台   |                         | 武侯区 |
| 二期                   | 17       | 龙爪堰     | Longzhuayan                      | 预计2025年     |              |              | 地下     | 岛式站台   | 7号线 0711              | 武侯区 |
| 二期                   | 1718     | 阳公桥     | Yanggongqiao                     | 预计2025年     |              |              | 地下     | 岛式站台   |                         | 武侯区 |
| 一期                   | 1719     | 机投桥     | Jitouqiao                        | 2020年12月18日 | -            | 0.000        | 地下     | 岛式站台   | 9号线 0910              | 武侯区 |
| 一期                   | 1720     | 白佛桥     | Baifoqiao                        | 2020年12月18日 | 1.468        | 1.468        | 地下     | 岛式站台   |                         | 武侯区 |
| 一期                   | 1721     | 九江北     | Jiujiang North                   | 2020年12月18日 | 4.179        | 5.647        | 地下     | 双岛式站台 | 19号线 1907             | 双流区 |

## 运营沿革

### 17号线一期与19号线一期贯通运营
2020年12月18日至2023年9月21日，成都地铁17号线一期与19号线一期贯通运营，统一称为17号线，即：
金星－黄石－市五医院－凤溪河－温泉大道－明光－九江北－白佛桥－机投桥
共同使用17号线8A编组列车。

### 17号线一期独立运营
2023年9月22日起，成都地铁17号线一期与19号线一期拆分，2条线路各自独立运营，即：
17号线一期：九江北－白佛桥－机投桥
19号线一期：金星－黄石－市五医院－凤溪河－温泉大道－明光－九江北
其中17号线一期继续使用8A编组列车。

### 17号线二期延伸
2025年底，待17号线二期建成后，17号线将延伸至高洪。延伸后继续使用8A编组列车。

## 未来发展

### 线路延伸
在一二期工程的基础上，17号线规划有东延和西延工程。
- 东延

从二期终点高洪站向东延伸2站至香炉山。
- 西延

从与19号线拆分后的17号线一期工程终点九江北站向南延伸至双流城区，止于双流西站，并增设17号线板桥停车场。

### 未来规划换乘站
成都地铁17号线一期二期工程当前车站未来将在下列车站与成都轨道交通其他建设中或规划中的线路可实现换乘：
- 威灵：17号线 9号线 S12号线
- 机车厂：17号线 32号线
- 红星桥：17号线 23号线
- 城隍庙：17号线 出站换乘 10号线 梁家巷站
- 西大街：17号线 12号线
- 小南街：17号线 13号线
- 浣花里：17号线 11号线
- 机投桥：17号线 29号线
- 白佛桥：17号线 33号线
- 九江北：17号线 21号线